# Biblioteca nacional de San Cirilo y San Metodio
La Biblioteca nacional de San Cirilo y San Metodio (en búlgaro: Национална библиотека „Свети Свети Кирил и Методий“) es la Biblioteca Nacional de Bulgaria, situada en la ciudad capital de Sofía. Fundada el 4 de abril de 1878, la biblioteca recibió el estatus de la Biblioteca Nacional de Bulgaria tres años más tarde, mientras que el Archivo Nacional de Bulgaria se fusionó con esta en 1924. Lleva el nombre de "SS. Cirilo y Metodio". Ellos son los creadores del alfabeto glacolítico.  El alfabeto cirílico lleva el nombre de Cirilo. El actual edificio de la biblioteca es uno de los hitos de la ciudad de Sofía. Fue diseñado por el famoso equipo  arquitectónico búlgaro Vasilyov-Tsolov y completado en el período 1940-1953.